# 埃斯特城堡
埃斯特城堡（義大利語：Castello Estense，意即为“埃斯特的城堡”），又名圣弥额尔城堡（義大利語：castello di San Michele），是意大利北部城市费拉拉市中心的一座中世纪城堡。

## 历史
1385年5月3日，费拉拉发生暴乱。事件平息后，侯爵埃斯特的尼各老二世下令在旧宫殿（也就是现在的市政厅）的北侧建设防御堡垒，委托建筑师诺瓦拉Bartolino。他利用了原先城墙上的莱尼塔（Torre dei Leoni）。埃斯特官邸和新城堡之间建立了空中通道，方便侯爵在必要时从一处到另一处。

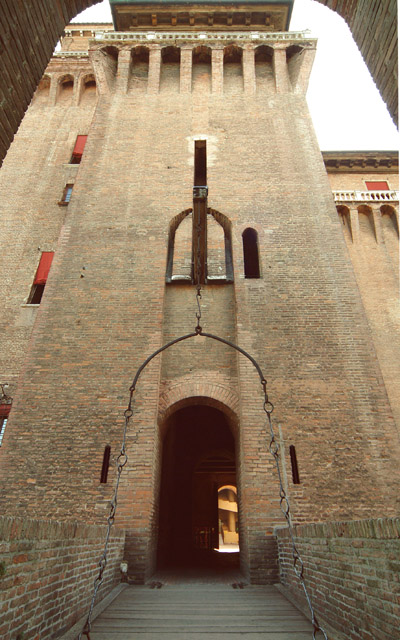
西部吊桥

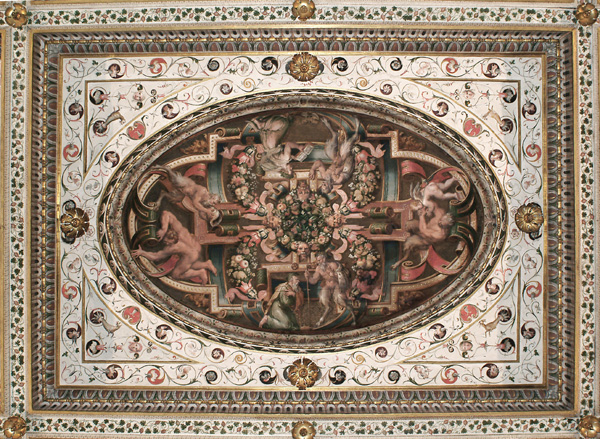

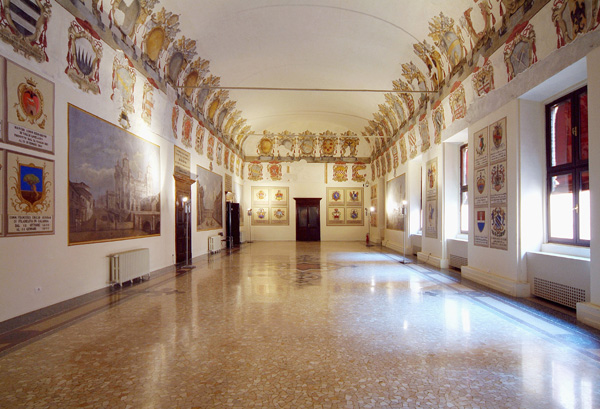